# Canoabo

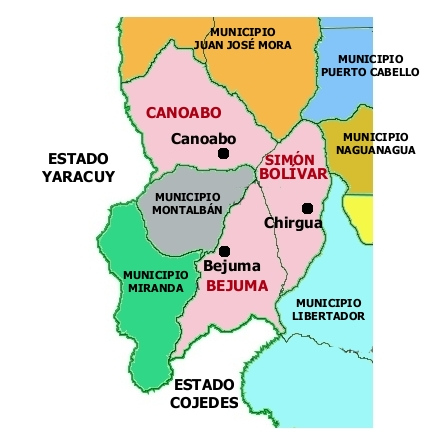
Canoabo in der Gemeinde Bejuma

Canoabo ist ein Dorf im Bezirk Bejuma, im Westen des Bundesstaates Carabobo, Venezuela, mit etwa 5297 Einwohnern. Canoabo ist Regierungssitz der Parroquia Canoabo. Es ist Ausgangspunkt für Reisen in die Natur.

## Geschichte
Canoabo wurde am 19. März 1711 vom Priester Andrés Páez Vargas gegründet.
Am 2. Juni 1913 ist hier der Dichter Vicente Gerbasi geboren.

## Wirtschaft
Canoabo war lange Zeit das Zentrum vieler Kakaoplantagen. Zurzeit ist es immer noch ein wichtiger landwirtschaftlicher Punkt der Region. Vor allem Kaffee wird in der Region um Canoabo geerntet.
Koordinaten: 10° 18′ N, 68° 17′ W